# Trophotylenchulus floridensis
Trophotylenchulus floridensis är en rundmaskart. Trophotylenchulus floridensis ingår i släktet Trophotylenchulus och familjen Tylenchulidae. Inga underarter finns listade i Catalogue of Life.